# Microlabis sternbergii
Microlabiidae, Microlabis
Famille
Genre
Espèce
Microlabis sternbergii, unique représentant du genre Microlabis et  de la famille des Microlabiidae, est une espèce fossile de scorpions.

## Distribution
Cette espèce a été découverte à Chomle en Tchéquie. Elle date du Carbonifère.

## Étymologie
Cette espèce est nommée en l'honneur de Kaspar Maria von Sternberg.

## Publications originales
- Corda, 1839 : « Ueber eine fossile Gattung der Afterscorpione. » Verhandlungen der Gesellschaft des vaterländischen Museums in Böhmen, vol. 1839, p. 14–18 (texte intégral).
- Kjellesvig-Waering, 1986 : « A restudy of the fossil Scorpionida of the world. » Palaeontographica Americana, vol. 55, p. 5-287.